# Manifest de Juneda
El Manifest de Juneda és un manifest que va redactar Pasqual Maragall al municipi de Juneda (les Garrigues) i publicat pel diari Segre que proposa que els catalans deixin de pagar alguns impostos si en el termini de 30 dies el Constitucional no ha dictat una sentència "ferma i justa" sobre l'Estatut.
El text recupera una iniciativa que van aplicar el 1899 comerciants i empresaris de Catalunya (bàsicament de Barcelona) denominada "tancament de caixes" i que va consistir a deixar de pagar una nova contribució imposada per una llei del llavors gabinet Francisco Silvela i el seu ministre d'Economia Raimundo Fernández Villaverde.
El manifest va ser signat per diverses persones i dirigents d'entitats de la societat lleidatana. Entre aquestes hi havia la presidenta de la Cambra de Tàrrega, Sylvia Falip; exdirigents sindicalistes agraris com Josep Puigpelat o Josep Maria Besora (exdirector general de Desenvolupament Rural) i responsables d'entitats agroramaderes, entre ells Antoni Pané (gerent de la cooperativa d'Ivars) i Ramon Armengol (responsable de porcí de la Federació de Cooperatives de Catalunya).
El PSC va expressar que "respectava però no compartia" la proposta de Maragall. Mentre, CiU i PP preferien esperar la sentència i ICV va expressar la seva "sorpresa" pel manifest.